# Грб општине Опово
Од формирања општине Опово 1953. године, Општина званично није имала ни грб ни стег. Неформално је коришћен стилизовани знак галерије као симбол Општине. Године 2019, расписан је конкурс за грб и заставу Општине Опово, а победио је предлог Оповчанина Алексе Савулова, те је овај предлог званично и усвојен као грб Општине Опово.
Грб представља штит у готском стилу подељен хоризонтално у два поља, а горње поље је даље подељено вертикално на два поља. У хералдичком десном пољу плаве боје налази се фигура Светог Николе, заштитника Општине Опово. У хералдичком левом пољу, на црвеној подлози налази се златни лав, симбол Баната. Доње поље штита је зелене боје, и на њему се налази рода, која симболизује очување животне средине, богатство биодиверзитета општине, а у народној традицији и веровању, она је и симбол плодности и верности. У подножној зони штита, на зеленом пољу налазе се бела трака која симболизује реку Тамиш и четири класа који симболизују четири насељена места – Опово, Баранда, Сефкерин и Сакуле.